# Bruce Cutler
Bruce Cutler (nacido el 29 de abril de 1948) es un abogado penalista estadounidense conocido por haber defendido a John Gotti y por sus apariciones en los medios de comunicación como comentarista jurídico.

## Vida y carrera
El padre de Cutler, Murray Cutler, era un detective neoyorquino que más tarde se convirtió en abogado penalista. Al ser entrevistado en el programa de radio Conversaciones con Allan Wolper en WBGO 88.3 FM, Cutler dijo que se inspiró en la lealtad pro-laboral y pro-sindical de su padre hacia una posición socialdemócrata al estilo de FDR.
Creció en Flatbush y se graduó en la Poly Prep Country Day School.
Cutler, que fue fiscal adjunto del distrito de Brooklyn, adquirió notoriedad en la década de 1980 cuando consiguió tres absoluciones para el jefe de la familia criminal Gambino, John Gotti (incluida una en la que al menos un miembro del jurado aceptó un soborno a cambio de votar para declarar inocente a Gotti).
Cuando Gotti fue acusado en 1990 del asesinato de Paul Castellano y varios otros crímenes, el juez I. Leo Glasser descalificó a Cutler y a dos asociados para que representaran a Gotti. Citando las pruebas de las escuchas telefónicas en el club Ravenite de Gotti, los fiscales sostenían que Cutler y sus colegas podrían haber tenido conocimiento de la actividad criminal.  Dado que el privilegio abogado-cliente no se aplica en estas circunstancias, los fiscales argumentaron que Cutler era "parte de las pruebas" y, por tanto, podía ser llamado como testigo.  También argumentaron que Cutler había representado a otros posibles testigos y, por tanto, tenía un conflicto de intereses. Glasser se puso del lado de los fiscales, sosteniendo que Cutler era el "abogado interno" de la familia Gambino.
Cutler apareció en la película de Robert De Niro y Ed Burns, 15 minutos, interpretándose a sí mismo.  También apareció en Court TV, con el abogado Ed Hayes, discutiendo casos criminales y eventos actuales en Cutler y Hayes, y en la red CW tiene su propio programa de televisión, Jury Duty. También hizo dos apariciones como estrella invitada en los episodios Drawing Dead y Open Secrets de la 4ª temporada del programa de la CBS Blue Bloods. Es el padrino de la hija de Hayes, Avery. Cutler está alejado de su familia, incluidos su hermano, su hermana y su hijo.
Cutler fue el principal abogado defensor de Phil Spector hasta el 27 de agosto de 2007, cuando anunció que dejaba esa defensa debido a "una diferencia de opinión entre el señor Spector y yo sobre la estrategia."